# Botafogo PB
Botafogo Futebol Clube (PB) este un club de fotbal din João Pessoa, Paraíba, Brazilia.